# Acanthagrion ablutum
Acanthagrion ablutum е вид насекомо от семейство Coenagrionidae. Видът е незастрашен от изчезване.

## Разпространение
Разпространен е в Аржентина, Боливия, Парагвай и Уругвай.